# Wolf-Lundmark-Melotte

Foto da galáxia Wolf-Lundmark-Melotte.

A Galáxia Wolf-Lundmark-Melotte ou WLM é uma galáxia na constelação de Cetus, a uns 3 milhões de anos-luz da Terra. Foi descoberta pelo astrónomo Max Wolf em 1909, junto a Knut Lundmark e P.J. Melotte, que a identificação como galáxia vem de seus nomes. A magnitude aparente é de 11,0, é uma galáxia LSB, quer dizer que, emite menos luz por unidade de área que uma galáxia normal. 
WLM encontra-se nos limites do Grupo Local, e ainda mais, está muito isolada de outras galáxias: sua vizinha mais próxima é a galáxia IC 1613, encontra-se a 1 milhão de anos-luz. De forma bastante alargada, sua extensão é da ordem de uns 8.000 anos-luz, maior que outras galáxias dentro do Grupo Local, mas significativamente, é menor que a Via Láctea ou a Galáxia de Andrômeda. Pensa-se que sua idade pode similar à da nossa galáxia. 